# 昆虫記
『昆虫記』（こんちゅうき、フランス語: Souvenirs entomologiques）は、ジャン・アンリ・ファーブルの代表作。世界各国で翻訳されており、日本では作者の名前を冠した『ファーブル昆虫記』として親しまれている。

## 概要
昆虫の習性に関する読み物として、非常に広く読まれている。この本は第1巻が1878年の出版で、以降1907年の第10巻まで出版されたものである。内容は、彼が若いときから手がけたさまざまな昆虫の習性、およびそれを知るための彼の行った研究について記した物である。ただし研究論文のような体裁はとらず、読み物的な語り口と、擬人化した表現が多い。
この本は科学書ではなく、むしろ一般的な読み物として評価が高くなり、ロマン・ロランやメーテルリンクなども愛読者であったという。彼は最晩年に高い評価を得、その偉業をたたえる記念式典が1910年（第1巻発刊日を記念して4月3日）に行われたが、それらはこの著書のためである。その内容には科学的に重要なものも数多いが、彼がノーベル賞候補に上がったとき、その対象は文学賞であった。

## 内容
昆虫記の内容は、主としてさまざまな昆虫の生態観察とその結果である。非常に広範囲の昆虫が扱われ、他にサソリやクモなど昆虫でないものについても少数ながら取り上げている。特にハチ類と糞虫に関するものが多い。これは彼の興味の中心であり、特に複雑で興味深い行動が見られたためであろう。しかしそれほど複雑な習性を持たない昆虫にも多く触れており、特に後半はそれが増えているのは、対象として扱って面白い昆虫が身の回りからいなくなったためとも言われる。
また、昆虫に関係しつつもそれを主題としない章、たとえば回想や進化論批判を取り上げた章もある。

## 訳書
- ジャン・アンリ・ファーブル　『ファーブル昆虫記 完訳』　奥本大三郎訳、全10巻（20分冊）、集英社、2005年-2017年、（1巻分を上・下に分冊）。
- 『完訳 ファーブル昆虫記』（新版）、山田吉彦・林達夫訳、全10巻、岩波書店　1989年／岩波文庫、1993年
- 『ファーブルの昆虫記』　大岡信編訳　岩波少年文庫（上下）、2000年－青少年向けは、以下の他にも、複数の出版社で刊行。
  - 『ファーブル博物記』 大岡信、日高敏隆、松原秀一 編、岩波書店 全6巻、2004年
- 『ファーブル昆虫記』　奥本大三郎編訳、集英社 全8巻／集英社文庫 全6巻、1996年

青少年向け。単行版の装画は安野光雅、文庫版は鳥山明、なお各・最終巻は、奥本大三郎による伝記「虫の詩人の生涯」。
- 『ファーブル昆虫記』 平岡昇編訳　白水社、復刊1990年
- 『大杉栄訳 ファーブル昆虫記』 明石書店、2005年

## 関連文献
- 山田吉彦 『ファーブル記』岩波新書　初版1950年、復刊1989年
- 奥本大三郎 『博物学の巨人アンリ・ファーブル』集英社新書　1999年
- 津田正夫『ファーブル巡礼』 奥本大三郎監修、新潮選書　2007年
- 『ファーブル昆虫記の旅 とんぼの本』 解説・奥本大三郎、写真・今森光彦、新潮社、2006年
- ジョルジュ=ヴィクトール・ルグロ 『ファーブル伝』奥本大三郎訳、集英社、2021年
- 『ファーブル昆虫記』 ケビン・ショート英訳、講談社英語文庫、2008年
- 大串龍一 『日本の生態学　今西錦司とその周辺』 東海大学出版会、1992年